# Zombor
Zombor é um município da Eslováquia, situado no distrito de Veľký Krtíš, na região de Banská Bystrica. Tem 3,29 km² de área e sua população em 2018 foi estimada em 145 habitantes.

## Demografia
| Ano:        | 1994 | 2004   | 2014    | 2024   |
| ----------- | ---- | ------ | ------- | ------ |
| Broj ljudi: | 93   | 99     | 149     | 144    |
| Razlika:    |      | +6,45% | +50,50% | -3,35% |

| Ano:               | 2023 | 2024   |
| ------------------ | ---- | ------ |
| Número de pessoas: | 147  | 144    |
| Diferença:         |      | -2,04% |